# Mimohoplorana puncticollis
Mimohoplorana puncticollis är en skalbaggsart som beskrevs av Stefan von Breuning 1960. Mimohoplorana puncticollis ingår i släktet Mimohoplorana och familjen långhorningar. Inga underarter finns listade i Catalogue of Life.